# کورنل ویلیام بروکس
کورنل ویلیام بروکس (انگلیسی: Cornell William Brooks؛ زادهٔ ۱۹۶۱ (۶۳–۶۴ سال)) سیاستمدار اهل ایالات متحده آمریکا است. وی وکیل و فعال مدنی است و در ماه مه سال ۲۰۱۴ به عنوان رئیس انجمن ملی پیشرفت رنگین‌پوستان انتخاب شد.

## فعالیت‌ها
بروکس قبل از این ریاست مؤسسه عدالت اجتماعی در نیوآرک، نیوجرسی را برعهده داشت. او همچنین مدیر اجرایی شورای مسکن عادلانه واشینگتن بزرگ بود. قبل از این نیز بروکس از اعضای ارشد کمیسیون فدرال ارتباطات بود و مدیریت اجرایی آن را برعهده داشت. بروکس همچنین به عنوان یک وکیل مدافع با کمیته وکلای حقوق مدنی تحت قانون فعالیت داشت و به عنوان نامزد دموکراتیک برای کنگره ایالات متحده در منطقه دهم ویرجینیا در سال ۱۹۹۸ معرفی شد.